# هارولد هارت (لاعب كرة قدم أمريكية)
هارولد هارت (بالإنجليزية: Harold Hart)‏ هو لاعب كرة قدم أمريكية أمريكي، ولد في 13 يوليو 1952 في ليك سيتي في الولايات المتحدة.

## وصلات خارجية
- هارولد هارت على موقع مرجع كرة القدم المحترفة.كوم (الإنجليزية)
- هارولد هارت على موقع JustSportsStats.com (الإنجليزية)